# 半正規分布
確率論や統計学において、半正規分布は、正規分布に関連する確率密度分布のうちの1つである。
{\displaystyle X}が通常の正規分布{\displaystyle N(0,\sigma ^{2})}に従うとしたとき、 {\displaystyle Y=|X|}は半正規分布に従う。

## 性質
{\displaystyle \sigma }を元となった正規分布の標準偏差とすると、この分布の確率密度関数(PDF)は
{\displaystyle f_{Y}(y;\sigma )={\frac {\sqrt {2}}{\sigma {\sqrt {\pi }}}}\exp \left(-{\frac {y^{2}}{2\sigma ^{2}}}\right)\quad y\geq 0}
で与えられる。この分布の平均値は {\displaystyle E[Y]=\mu ={\frac {\sigma {\sqrt {2}}}{\sqrt {\pi }}}}である。
また、{\displaystyle \sigma }が0に近い場合に発生する問題に対処するため、{\displaystyle \theta ={\frac {\sqrt {\pi }}{\sigma {\sqrt {2}}}}}なるパラメータで記述することがある。この場合、この分布のPDFは
{\displaystyle f_{Y}(y;\theta )={\frac {2\theta }{\pi }}\exp \left(-{\frac {y^{2}\theta ^{2}}{\pi }}\right)\quad y\geq 0}
で与えられ、この分布の平均値は {\displaystyle E[Y]=\mu ={\frac {1}{\theta }}}である。
この分布の累積分布関数(CDF)は
{\displaystyle F_{Y}(y;\sigma )=\int _{0}^{y}{\frac {1}{\sigma }}{\sqrt {\frac {2}{\pi }}}\,\exp \left(-{\frac {x^{2}}{2\sigma ^{2}}}\right)\,dx}
により定義される。{\displaystyle z=x/({\sqrt {2}}\sigma )}なる変数変換により、 CDFとして
{\displaystyle F_{Y}(y;\sigma )={\frac {2}{\sqrt {\pi }}}\,\int _{0}^{y/({\sqrt {2}}\sigma )}\exp \left(-z^{2}\right)dz=\operatorname {erf} \left({\frac {y}{{\sqrt {2}}\sigma }}\right)}
を得る。ここで、erfは誤差関数である。
CDFの逆関数は
{\displaystyle Q(F;\sigma )=\sigma {\sqrt {2}}\operatorname {erf} ^{-1}(F)}
である。ここで、 {\displaystyle 0\leq F\leq 1} であり、{\displaystyle \operatorname {erf} ^{-1}} は誤差関数の逆関数である。
この分布の期待値は
{\displaystyle E[Y]=\sigma {\sqrt {2/\pi }}}
であり、分散は
{\displaystyle \operatorname {var} (Y)=\sigma ^{2}\left(1-{\frac {2}{\pi }}\right)}
である。
半正規分布の分散が{\displaystyle X}の分散{\displaystyle \sigma ^{2}}に比例しているので、{\displaystyle \sigma }を半正規分布の尺度母数とみなすことができる。
半正規分布の微分エントロピーは
{\displaystyle h(Y)={\frac {1}{2}}\log _{2}\left({\frac {\pi e\sigma ^{2}}{2}}\right)}
である。これは平均が0かつ0まわりのモーメントが一致している正規分布のそれよりちょうど1ビットだけ小さい:
{\displaystyle {\frac {1}{2}}\log _{2}\left({\frac {\pi e\sigma ^{2}}{2}}\right)={\frac {1}{2}}\log _{2}\left(2\pi e\sigma ^{2}\right)-1}

このことは、正規分布の偶奇性から、絶対値を取る操作によって元の分布が持っていた符号の情報が失われていると考えることで直感的に理解することができる。

## 応用
半正規分布は、分散をベイズ推定によって推定する場合における事前分布として一般的に用いられている。

## パラメータ推定
確率変数{\displaystyle \{x_{i}\}_{i=1}^{n}}が半正規分布からの独立同分布に従うとした時、その分布における未知のパラメータ{\displaystyle \sigma } は最尤推定によって
{\displaystyle {\hat {\sigma }}={\sqrt {{\frac {1}{n}}\sum _{i=1}^{n}x_{i}^{2}}}}
と与えられる。この統計量の偏りは 
{\displaystyle b\equiv \operatorname {E} {\bigg [}\;({\hat {\sigma }}_{\mathrm {mle} }-\sigma )\;{\bigg ]}=-{\frac {\sigma }{4n}}}
であるから、不偏推定量として
{\displaystyle {\hat {\sigma \,}}_{\text{mle}}^{*}={\hat {\sigma \,}}_{\text{mle}}-{\hat {b\,}}}
が得られる。

## 関連する分布
- この分布は切断正規分布の特別な場合とみなせる。
- {\displaystyle Y}が{\displaystyle \sigma }で特徴づけられる半正規分布に従う場合、{\displaystyle (Y/\sigma )^{2}}は自由度1のカイ二乗分布に従う。
- {\displaystyle Y}が半正規分布に従う場合、{\displaystyle Y^{-2}}はレヴィ分布に従う。
- レイリー分布は、半正規分布を一般化した分布である。